# Wayne Hendrickson
Wayne A. Hendrickson (né le 25 avril 1941 à New York) est un biophysicien américain et professeur d'université à Columbia. 

## Biographie
Il est professeur à l'Université Columbia au département de biochimie et de biophysique moléculaire et professeur de physiologie et de biophysique cellulaire de la famille Violin. Il est également scientifique en chef à la direction des sciences des photons du laboratoire national de Brookhaven et directeur scientifique du New York Structural Biology Center. 
Hendrickson est titulaire d'un BA de l'Université du Wisconsin à River Falls, d'un doctorat en biophysique à l'Université Johns Hopkins sous la direction de Warner Love et effectue une recherche postdoctorale avec Jerome Karle au Naval Research Laboratory (NRL). Lui et ses collègues utilisent la biochimie et la cristallographie aux rayons X pour étudier les propriétés moléculaires en détail atomique. 
Il reçoit le prix Aminoff de l'Académie royale des sciences de Suède, le prix international Gairdner et le prix Harvey du Technion – Institut israélien de technologie. Il est membre de l'Académie américaine des arts et des sciences et de la National Academy of Sciences. Le 2 juin 1995, il reçoit un doctorat honorifique de la Faculté des sciences et technologies de l'Université d'Uppsala, en Suède.
Il est surtout connu pour avoir innové dans l'utilisation de la dispersion anormale à plusieurs longueurs d'onde comme outil analytique pour la cristallographie des protéines. Son groupe de recherche est pionnier dans la résolution des structures cristallines du CD4, du CD8, du récepteur de l'insuline kinase, de la Hsp70, de la kinase SRC, de la gp120 du VIH, de la cadhérine, du FGF et de nombreuses autres protéines essentielles à la compréhension des maladies humaines et au développement de médicaments.
Hendrickson obtient un baccalauréat en biologie et physique de l'Université du Wisconsin à River Falls et un doctorat en biophysique de l'Université Johns-Hopkins. Membre de la National Academy of Sciences, il est élu Fellow de l'American Academy of Arts and Sciences en 1992. Il remporte le prix Christian B. Anfinsen en 1997, le prix international de la Fondation Gairdner en 2003, le Prix Harvey en 2004 et le treizième prix IUCr Ewald en 2023.